# Regione di Ñuble
La regione di Ñuble è una dei sedici regioni del Cile. Confina con la regione del Maule a nord, con la regione del Bío Bío a sud, con la Repubblica Argentina a est, e con l'Oceano Pacifico a ovest.
La capitale regionale è la città di Chillán. La regione è suddivisa in tre province: Diguillín, Itata e Punilla.
La regione è nata nel 2017 col distacco della allora provincia di Ñuble dalla Regione di Bío-Bío.

## Geografia antropica

### Suddivisioni amministrative
| Província | Capital    | Comuna          |
| --------- | ---------- | --------------- |
| Itata     | Quirihue   | 1 Cobquecura    |
| Itata     | Quirihue   | 2 Coelemu       |
| Itata     | Quirihue   | 3 Ninhue        |
| Itata     | Quirihue   | 4 Portezuelo    |
| Itata     | Quirihue   | 5 Quirihue      |
| Itata     | Quirihue   | 6 Ránquil       |
| Itata     | Quirihue   | 7 Treguaco      |
| Diguillín | Bulnes     | 8 Bulnes        |
| Diguillín | Bulnes     | 9 Chillán Viejo |
| Diguillín | Bulnes     | 10 Chillán      |
| Diguillín | Bulnes     | 11 El Carmen    |
| Diguillín | Bulnes     | 12 Pemuco       |
| Diguillín | Bulnes     | 13 Pinto        |
| Diguillín | Bulnes     | 14 Quillón      |
| Diguillín | Bulnes     | 15 San Ignacio  |
| Diguillín | Bulnes     | 16 Yungay       |
| Punilla   | San Carlos | 17 Coihueco     |
| Punilla   | San Carlos | 18 Ñiquén       |
| Punilla   | San Carlos | 19 San Carlos   |
| Punilla   | San Carlos | 20 San Fabián   |
| Punilla   | San Carlos | 21 San Nicolás  |